# Gorodišče (Penzenská oblast)
Gorodišče (rusky Городище) je město v Penzenské oblasti v Ruské federaci. Při sčítání lidu v roce 2010 mělo přes osm tisíc obyvatel.

## Poloha a doprava
Gorodišče leží na říčce Julovce, přítoku Sury v povodí Volhy. Od Penzy, správního střediska oblasti, je vzdáleno 48 kilometrů na východ po silnici M-5 Ural, která Gorodišče míjí z jihu.
Nejbližší železniční stanice je jednadvacet kilometrů na jihovýchod v Čaadajevce.

## Dějiny
Gorodišče bylo založeno v sedmdesátých letech sedmnáctého století jako pevnost proti nájezdům kočovníků.
Současné jméno nese od roku 1780, kdy bylo povýšeno na město.

### Rodáci
- Dmitrij Fjodorovič Selivanov (1855–1932), matematik